# (3953) Perth
(3953) Perth es un asteroide perteneciente al cinturón de asteroides, descubierto el 6 de noviembre de 1986 por Edward Bowell desde la Estación Anderson Mesa (condado de Coconino, cerca de Flagstaff, Arizona, Estados Unidos).

## Designación y nombre
Designado provisionalmente como 1986 VB6. Fue nombrado Perth en homenaje a Perth ciudad de Australia Occidental.